# Рогув (станция)
Рогув (пол. Rogów) — железнодорожная станция в селе Рогув в гмине Рогув, в Лодзинском воеводстве Польши. Имеет 1 платформу и 2 пути. 
Станция 3 класса построена на линии Варшаво-Венской железной дороги и открыта 1 ноября (20) октября 1845 года, когда эта территория была в составе Царства Польского.В 1868 году станции присвоен 2 класс.В 1889 году у станции 4 класс.
В 1886 году окончено начатую в 1885 году постройку каменного пассажирского здания,
в 1887 году перестроено бывшее пассажирское здание на жилой дом
В 1879 году устроен  подъездной путь к копи гравия в Творжиянках на 95 версте длиной 1,150 вёрст.